# 加氏翎電鰻
加氏翎電鰻，為輻鰭魚綱電鰻目線翎電鰻科的其中一種，為熱帶淡水魚，分布於南美洲哥倫比亞梅塔河流域，體長可達18.4公分，棲息在水質清澈、岩石底質的溪流底中層水域，生活習性不明。

## 扩展阅读
維基物種上的相關：加氏翎電鰻